# Windows Media DRM
Windows Media DRM – oparty na systemach Microsoft Windows system zabezpieczenia mediów (DRM).

## Sposób działania
Przy pomocy WM DRM zabezpieczone mogą być jedynie media w formacie wmv (dla filmów) oraz wma (dla audio). Podstawowym założeniem WM DRM jest przyjęcie zasady, że plik mediów może być dowolnie rozpowszechniany, kopiowany i przechowywany. Zawartość takiego pliku jest zaszyfrowana, a w jawnej formie plik zawiera dane na temat identyfikatora (KeyID) oraz adres URL, spod którego można pobrać licencję.
Licencja w rozumieniu WM DRM zawiera klucz rozszyfrowujący oraz informacje na temat dozwolonego użycia danego utworu.
Wbudowane w system oprogramowanie Windows Media Player, przy próbie odtworzenia pliku wykonuje następujące operacje:
- sprawdza, czy dla danego KeyID została już pozyskana licencja i czy pozwala ona na żądane przez użytkownika odtworzenie utworu. Jeżeli tak – utwór jest odtwarzany.
- łączy się ze wskazanym w pliku adresem URL i bez wyświetlania dodatkowych okien dialogowych próbuje pobrać licencję pozwalającą na odtworzenie utworu. Jeżeli to się uda – utwór jest odtwarzany.
- ponownie łączy się ze wskazanym adresem URL, żądając jednak podania danych HTML, które wykorzystywane są do wyświetlenia okna dialogowego. W oknie tym mogą się znaleźć informacje dla użytkownika, fragmenty systemu płatności, pytanie o hasło itp. Okno dialogowe ma pełną funkcjonalność przeglądarki i Windows Media Player oczekuje na przesłanie danych, które dadzą się zinterpretować jako ważna licencja. W takiej sytuacji włączany jest przycisk „odtwórz” i możliwe jest skorzystanie z utworu.

Windows Media Player nie sprawdza w żaden sposób poprawności otrzymanego klucza. Każdy klucz zgodny ze specyfikacją zostanie użyty do odszyfrowania utworu, ale tylko klucz właściwy sprawi, że odtworzony zostanie utwór w wersji nadającej się do użycia. Dzięki temu, znacząco utrudnione są ataki brute force na klucze szyfrujące.

## Możliwości
W ramach licencji, do odtwarzacza zgodnego z WM DRM przesyłane są informacje na temat sposobu użycia utworu. Sposób użycia, w praktyce określany jest przez właściciela praw autorskich, dzięki czemu utwory przetwarzane są w sposób zgodny z jego życzeniem. Przez licencję WM DRM określić można:
- Prawa do wykonywania kopii zapasowych utworu
- Prawa do nagrania utworu na płycie CD lub DVD
- Prawa do równoczesnego odtwarzania utworu przez kilka osób równocześnie w ramach jednej licencji
- Prawa do kopiowania
- Prawa do odtwarzania
- Prawa do nagrania na płycie CD jako elementu szerszej listy utworów
- Prawa do odtwarzania na komputerze PC
- Prawa do przenoszenia utworu na urządzenia niezgodne ze standardem SDMI(inne języki)
- Prawa do przenoszenia utworu na urządzenia zgodne ze standardem SDMI
- Początkową daty ważności licencji
- Ilość dozwolonych nagrań na płytę CD
- Liczbę dozwolonych kopii
- Reguły powielania utworu
- Reguły zachowania licencji w przypadku wykrycia cofnięcia zegara
- Listę aplikacji, które nie mogą odtwarzać utworu
- Czas ważności licencji liczony od pierwszego odtworzenia utworu.
- Datę wygaśnięcia licencji
- Czas ważności licencji liczony od pobrania jej na komputer użytkownika
- Stopień tolerancji na cofanie zegara systemowego
- Minimalną wersję WMDRM pozwalającą na odtworzenie utworu
- Liczbę odtworzeń
- Dozwolone metody odtwarzania
- Liczbę dozwolonych kopiowań na odtwarzacze przenośne

W praktyce oznacza to umożliwienie właścicielom praw autorskich realizację niemal dowolnych praktycznych scenariuszy ograniczeń dla mediów. Jednym parametrów licencji jest wartość Protected Video Path, które oznacza, że Windows Media Player może odtworzyć utwór tylko wtedy, kiedy wszystkie zaangażowane w odtwarzanie urządzenia i programy zostały certyfikowane jako nie mogące służyć do naruszania praw autorskich. Ze względu na znaczące ograniczenie komfortu użytkowników, w praktyce ustawienie to nie jest spotykane.

## Kontrowersje
Wszelkie systemy DRM budzą kontrowersje i w przypadku WM DRM jest podobnie. Najpoważniejszym zastrzeżeniem jest degradowanie jakości sygnału wyjściowego w sytuacji, kiedy przy nałożonym ograniczeniu PVP, użytkownik niemający certyfikowanego sprzętu mimo wszystko chce odtworzyć utwór. Kontrowersje związane z uruchamianiem bez wiedzy użytkownika aplikacji, przejęciem kontroli nad komputerem użytkownika nie dotyczą WM DRM, ponieważ ten system zabezpieczeń używa wyłącznie dobrowolnych ograniczeń funkcjonalności realizowanych przez Windows Media Player.